# Roland Juno-106
Roland Juno-106 é um sintetizador lançado pela Roland Corporation em fevereiro de 1984.

## Características

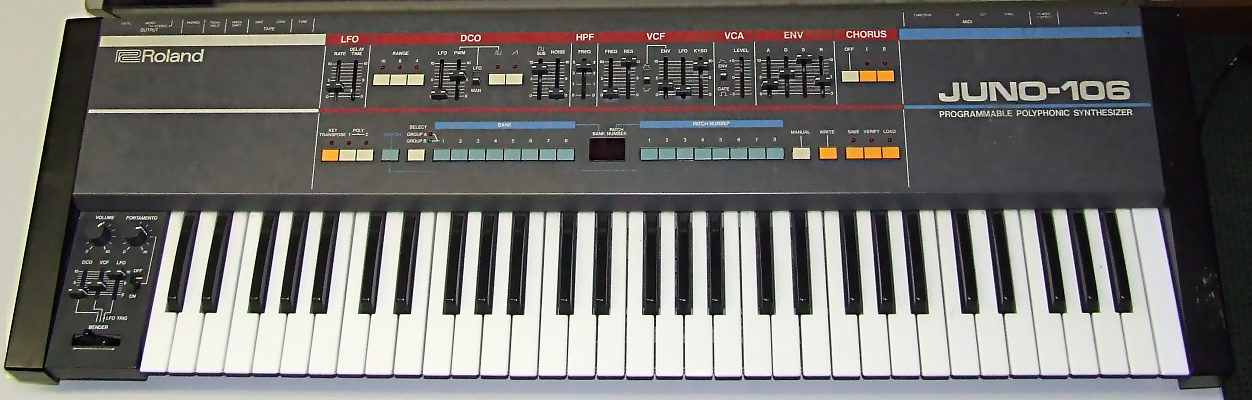
Roland Juno-106

Juno-106 é um sintetizador polifônico com seis vozes. É um sintetizador analógico, mas com osciladores e efeitos de chorus controlados digitalmente.   Enquanto seu antecessor, o Juno-60 tem 56 D, o Juno-106 tem 128. O Juno-106 alavancou o desempenho da Roland com modulação, que se tornou um recurso padrão dos instrumentos Roland.  O Juno também adiciona MIDI e foi um dos primeiros sintetizadores analógicos a permitir que os usuários sequenciem as alterações dos parâmetros. 